# Гадаба
Гадаба — язык народа гадаба, относящийся к дравидийской семье языков. Распространён в Индии в провинции Орисса.
Справочник Ethnologue рассматривает язык гадаба как два языка: гадаба (мудхили) (ISO 639-3 код gau) и гадаба (поттанги-оллар) (ISO 639-3 код gdb).